# Mira (álbum)
Mira es el disco debut del grupo español de rock La Fuga. El álbum se encuadra dentro del rock urbano y tiene letras directas y personales.

## Lista de canciones
1. "Mira" - 5:10
2. "Tan deprisa" - 4:17
3. "Primavera del 87" - 5:34
4. "Pierdo verticalidad" - 3:54
5. "Ni contigo, ni sin ti" - 5:00
6. "Al pie del cañón" - 3:33
7. "Sueños" - 4:00
8. "Despistao" - 5:24
9. "Por verte sonreír" - 6:41
10. "Buenas noches, amigo" - 4:07
11. "Maldita noche" (tema extra en las reediciones) - 4:50
12. "El loco del parque" (tema extra en las reediciones) - 5:00

## Miembros
- Rulo - guitarra rítmica, armónica y voz
- Fito - guitarra solista y voces
- Iñaki - bajo
- Edu - batería